# Igor Krivokapič
Igor Krivokapič (* 10. November 1965 in Ljubljana) ist ein slowenischer Komponist, ehemaliger Tubist und Instrumentenerfinder.

## Biographie
Igor Krivokapič studierte Tuba an der Musikakademie in Ljubljana. Danach wechselte er an das New England Conservatory of Music in Boston und vervollkommnete seine Fähigkeiten unter Toby Hanks (Tuba), Caleb Morgan (elektronische Komposition), Bob Ceely (klassische Komposition) und Malcolm Peyton (Orchestrierung). Nach seinem Studium war Igor Krivokapič von 1985 bis 1995 Solo-Tubist des slowenischen Rundfunksinfonieorchester. Aufgrund eines Autounfalls im Jahr 1995 musste er seine Karriere als Tubist beenden. Daraufhin arbeitete er von 1996 bis 1999 als Musikredakteur für das Kulturprogramm ARS des slowenischen Rundfunks. Von 1999 bis 2009 war Igor Krivokapič freischaffender Komponist und folgte dann einem Ruf des Konservatoriums für Musik und Ballett in Ljubljana. Dort ist er seit 2009 Professor für Tuba und Kammermusik, zudem unterrichtet er nebenberuflich an der dortigen Musikakademie.
In den frühen 2000er Jahren entwickelte Igor Krivokapič neue Formen und Bauweisen der Helikontuba. Diese neue Instrumentenfamilie besteht aus 6 Helikontuben in unterschiedlichen Größen und Tonumfängen und wird Neue Helikontuben (New Helicons) genannt. Erste Exemplare dieser Instrumente wurden von der deutschen Manufaktur Meinl-Weston gebaut. Die neuen Helikontuben wurden bei Tagungen der Internationalen Tuba Euphonium Gesellschaft ITEA präsentiert. Zuerst in Budapest im Jahr 2004, weitere Aufführungen folgten 2008 in Cincinnati und 2014 in Bloomington. Erste Kompositionen speziell für diese Neuen Helikontuben wurden zudem bei Festivals in Europa und Nordamerika aufgeführt.
Igor Krivokapič war Delegierter beim UNESCO Tribune internationale des compositeurs in den Jahren 1996 und 1997. Beim Kompositionswettbewerb Concorso Internazionale per Giovani Strumentisti in Povoletto (Italien) gewann Igor Krivokapič in den Jahren 2000 und 2001 Preise für seine Werke. Verlegt werden die Kompositionen durch Edicije DSS, Sloway music editions, Edition Reift, Edizioni Musicali Wicky, HoneyRock Publishing, Saxtet Publications und ITEA Publications.

## Kompositionen

### Orchestermusik
- Strukturen für Kammerorchester (1990)
- Konzert für elektrische Violine und Orchester (1993/2019)
- Sinfonie Nr. 1 (1999/2000)
- Sinfonie Nr. 2 (2004/2005)
- Poco triste für Kammerorchester (2007)
- Sinfonie Nr. 3 (2009)
- Sinfonie Nr. 4 (2010)
- Sinfonie Nr. 5 "7 Posaunen der Apokalypse" (2020)
- Sinfonie Nr. 6 "Wiedergeburt" (2021)
- Konzert für Piccoloflöte und Streichorchester, Klavier, Harfe, Celesta und Schlagwerk (2012/2013)
- Imaginarni plesi (Erfundene Tänze) für Fagott (oder Kontrabasshelikon) und Orchester (2016)
- Konzert für Tenorhelikon und Harmonieorchester (2018/2019)

### Musik für Blasinstrumente
- Kaša, Suite für klassisches Blasorchester (1999)
- Rondo fresco für Blasorchester (2004)
- Razprava o občutljivosti (Abhandlungen über Empfindsamkeit) für Blasorchester (2009)
- Korakoma (Schrittweise) für großes Blechbläserensemble und kleine Trommel (2013)

### Kammermusik
- Eclogue für Cello solo (1989)
- Modifikacije für 2 Hörner in F und Basstuba in F (1989)
- Melos für Flöte solo (1993)
- Asociacije für 5-saitigen Kontrabass (oder Basssaxophon), E-Klavier und vier Schlaginstrumente (1994)
- Sonate für Cello und Klavier (1994/1995)
- Genesis für Klarinettenquartett (1994/1995)
- Radosti (Freuden) für Oboe, Viola und Klavier (1996–1998)
- Epika für zylindrisches Blechbläserquintett (kleine Es-Trompete, Trompete in B, Altposaune, Tenorposaune und Kontrabassposaune) (1998)
- Suite für Gitarre solo (1999/2000)
- Zvočne pripovedi ozarjenega večera (Tönende Geschichten über Verklärte Nacht) für Englischhorn und Harfe (2000)
- Mala rapsodija für Altsaxophon und Klavier (2000)
- Rapsodija für Basstuba oder Cimbasso in F und Klavier (2000)
- Capriccio für kleine Klarinette in Es und Harfe (2001)
- Drobižki für Flöte, Violine und Cembalo (2001)
- Jesenske povedi (Herbstberichte) für Flöte, Viola und Harfe (2001)
- Tri za tri (Drei für Drei) für Piccoloflöte, Fagott und Klavier (2001/2002)
- Suita Barboletta für Flöte und Klavier (2002)
- Sonate für Flöte und Klavier (2002)
- Štirje prebliski (Vier Ideen) für Piccoloflöte und Klavier (2004)
- Veseli rondino (Heiteres Rondino) für Basshelikon und Klavier (2004)
- Trio für Holzbläser, für Flöte, Klarinette und Fagott (2004/2005)
- Klarinettensextett für  kleine Klarinette in Es, zwei Klarinetten in B, Altklarinette, Bassklarinette und Kontrabassklarinette (2006)
- Milina for Soprillo und Harfe (2006)
- Melos 2 für Sopranhelikon (2007)
- Sonate für Horn und Klavier (2008)
- Trije nokturni (Drei Nocturnes) für Klavier solo (2008/2009)
- Rosna žalostinka (Lament) für Piccoloflöte und Harfe (2009)
- Zasanjanost (Träumerei) für Flöte und Klavier (2011)
- Imaginari plesi (Erfundene Tänze) für Fagott (oder Kontrabasshelikon) und Klavier (2012)
- Zvočne krajine (Geräuschkulissen) für Piccoloflöte, Flöte, Altflöte und Bassflöte (2013)
- Mladostni trio (Jugendtrio) für Sopranhelikon, Tenorhelikon und Klavier (2014)
- Alkimije (Alchemie) für Violine, Flöte, Tenorhelikon, Akkordeon und Schlagwerkensemble (2018)
- Elementi besa (Elemente der Wut) für Akkordeon solo (2019)
- Ballade für 2 Flöten und Klavier (2019)
- Game of dozens für Flöte und Klavier (2020)
- Elementi besa (Elemente der Wut) No. 4 für Oboe und Klavier (2020)
- Elementi besa (Elemente der Wut) No. 5 für Streichquartett (2022)

### Elektroakustische Musik
- Der unstabile Zustand der Stabilität für Tonband (1989)
- Mir für Bassflöte, Tonband und drei Erzähler (1989/1990)
- Mrak/Solze für Tonband (1990)
- Idyll für Tonband (1991)

### Vokalmusik
- U’ Lublan Pr' Šestic, Arrangement von populären Liedern für Sopran, Flöte und Gitarre (1998)
- Sama für acht Stimmen (1990)
- Posvetilo für vierstimmigen, gemischten Chor (1991)
- Večerna pesem für vierstimmigen Männerchor (1992)
- Od zibke do groba für vierstimmigen Männerchor (2000)
- Makov cvet für lyrischen Bariton und Klavier auf ein Gedicht von Ivan Minatti (2015)
- Tvoja roža für Basso cantante und Klavier auf ein Gedicht von Ivan Minatti (2015)
- La Luna für Sopran und Klavier auf ein Gedicht von Jorge Luis Borges (2017)
- Elogio de la Sombra für Sopran und Klavier auf ein Gedicht von Jorge Luis Borges (2017)